# Увинза
Увинза (суахили и англ. Uvinza) — город на западе Танзании, на территории области Кигома.

## Географическое положение
Город находится в южной части области, на правом берегу реки Малагараси, в месте впадения в неё реки Ручуги, на расстоянии приблизительно 995 километров к западу-северу-западу (WNW) от столицы страны Дар-эс-Салама. Абсолютная высота — 996 метров над уровнем моря.

## Население
По данным официальной переписи 2002 года, население составляло 92 645 человек.
Динамика численности населения города по годам:
| 2002   | 2012    |
| ------ | ------- |
| 92 645 | 139 642 |

## Транспорт
К северу от города расположен небольшой одноимённый аэропорт (ICAO: HTUV). Также в Увинзе имеется железнодорожная станция.